# Der kaukasische Kreidekreis
Der kaukasische Kreidekreis (Theaterstück: ein Vorspiel und fünf Akte, Drama und Verse) von Bertolt Brecht entstand 1944/45 in Santa Monica (USA) und wurde am 4. Mai 1948 in Northfield (Minnesota) im Nourse Little Theatre, Carleton College, uraufgeführt. Erst am 7. Oktober 1954 kam es im Berliner Ensemble zur ersten Aufführung des Stückes in deutscher Sprache, mit Helene Weigel in der Hauptrolle. Der Erstdruck war in Sinn und Form 1. Sonderheft Bertolt Brecht, Berlin 1949; die Erstausgabe in Stücke Bd. 10, Berlin 1954; Mitarbeit: Ruth Berlau; Musik: Paul Dessau.

## Inhalt
Im Rechtsstreit um die Nutzung eines Tals nach dem Zweiten Weltkrieg tritt ein Sänger hinzu und besingt/erzählt die folgende Geschichte:
Nach einem Staatsstreich gegen den Großfürsten werden alle Gouverneure Grusiniens hingerichtet, darunter der reiche Gouverneur Abaschwili. Seine verwöhnte Frau Natella kann den Wirren der Revolution entkommen, lässt aber ihren Sohn Michel einfach zurück (denn Kleider sind ihr wichtiger). Die einfache Magd Grusche nimmt sich nach einigem Zögern des Kindes an, das bereits von den neuen Machthabern gesucht wird, und flieht mit ihm in die Berge. Die Schergen des Fürsten Kazbeki (die Panzerreiter) sind Grusche auf den Fersen.
Im Gebirge gelangt sie schließlich durch alle Gefahren und unter vielen Opfern zu ihrem Bruder in Sicherheit, der inzwischen mit einer sehr frommen Frau verheiratet ist. Obwohl Grusche mit dem Soldaten Simon verlobt ist, heiratet sie einen offenbar sterbenskranken Bauern, Jussup, um ihr Ziehkind durch ein Papier mit Stempel angesichts des wachsenden Misstrauens ihrer Schwägerin zu legitimieren. Als die Nachricht über das Ende des Krieges eintrifft, erhebt sich der todkranke Bauer plötzlich kerngesund von seinem nur vorgetäuschten Sterbelager. Nach dem Bürgerkrieg kehrt auch die Gouverneursfrau zurück und erhebt Anspruch auf das von ihr geborene Kind, welches ihr ein reiches Erbe sichert. Als der hinzukommende Simon miterlebt, wie Grusche das Kind vor ihren neuen Verfolgern mit den Worten „Es ist meins: Ich habs aufgezogen!“ für sich beansprucht, verlässt er sie zornentbrannt.
Der Fall wird dem einfachen, aber schlauen Dorfschreiber Azdak vorgetragen, der zwar kein Rechtsgelehrter ist, aber in den Kriegswirren als verschmitzter Lebenspraktiker auf den Richterstuhl gekommen war und bei der Landbevölkerung als Armeleuterichter galt. In dem zu verhandelnden Fall ordnet er an, den Beweis der Mutterschaft durch ein Experiment zu erbringen. Dazu lässt er das Kind in einen Kreidekreis stellen und ordnet an, beide Frauen sollten gleichzeitig versuchen, das Kind zu sich aus dem Kreis herauszuziehen (denn es heiße „die wahre Mutter wird die Kraft haben, ihr Kind aus dem Kreis zu reißen“).
Herrisch reißt die Gouverneursfrau ihr Kind an sich, welches Grusche voll Mitleid loslässt. Hierdurch erweist sie sich als die „wahrhaft Mütterliche“, die ihr Kind liebt und es lieber loslässt, als ihm weh zu tun. Schließlich erhält nicht die leibliche Kindesmutter das Kind zugesprochen, sondern die Magd Grusche, die in Liebe und täglicher Pflichterfüllung bewiesen hat, „dass da gehören soll, was da ist, denen, die für es gut sind“, wie es am Ende des Stückes heißt. Azdak verjagt die Gouverneursfrau und scheidet Grusche von ihrem Gatten, damit sie ihren Verlobten Simon heiraten kann.

## Hintergrund
Um die didaktische Nutzanwendung zu betonen (und um den für den Autor typischen Verfremdungseffekt zu erzielen), stellt Brecht das Stück in eine Rahmenhandlung: Im Vorspiel treffen sich Vertreter zweier Kolchosen nach der Befreiung Georgiens im Jahr 1944, um darüber zu verhandeln, welche Kolchose ein fruchtbares Tal bewirtschaften soll. Die Delegierten der Ziegenzuchtkolchose Galinsk überlassen nach einer Debatte der Obstbau-Kolchose Rosa Luxemburg das Tal, weil diese zum Wohl der Gemeinschaft einen weit besseren Ertrag daraus erzielen wird. Der Entschluss fällt zugunsten der Obstbauern aus, obwohl vor dem Krieg die Ziegenzüchter das Gebiet bewirtschafteten. Zum Dank spielen die Obstbauern im Klubhaus das Stück Der Kreidekreis, welches aus dem Chinesischen stammt und alte und neue Weisheit vereinen soll. Das Vorspiel zeigt, dass „[...] humanes Verhalten gesellschaftliche Realität werden könnte“.
Der weise Richter, der die „wahre“ Mutter an der Liebe zu ihrem Kind erkennt, ist eine sehr alte und weit verbreitete Wanderlegende. Das Motiv findet sich schon im Alten Testament (1. Könige 3,16–28 ), wo König Salomo einen ähnlichen Fall entscheidet.
Tatsächlich ist die Geschichte Der Kreidekreis (chinesisch 灰闌記 / 灰阑记, Pinyin Huilanji, W.-G. Hui-lan-chi; Schauspiel in vier Akten und einem Prolog, Vers) dem Chinesen Li Xingdao (Wade-Giles: Li Hsing-tao) zugeschrieben, entstand im 13. Jahrhundert und handelt von dem Richter Bao. Die Erstausgabe war in der Sammlung Yuanqu xuan (Wade-Giles: Yüan ch'ü hsüan) von 1615/16 und wurde später von Alfred Forke (1927) und von Johannes v. Guenther (1942) übersetzt.
Der Kreidekreis von Li Xingdao, d. h. die französische Übersetzung, wurde von Klabund (eigentlich Alfred Henschke; 4. November 1890 – 14. August 1928) bearbeitet und als Spiel (Drama) in fünf Akten am 1. Januar 1925 im Stadttheater Meißen uraufgeführt. Alexander von Zemlinsky schrieb hierzu eine gleichnamige Oper, welche am 14. Oktober 1933 in Zürich uraufgeführt wurde.
Klabunds Spiel vom Kreidekreis hat einen statischen Charakter und besitzt episierende Elemente, die es zum Lehrhaften tendieren lassen. In dem Stück entscheidet der Kaiser – ähnlich wie hier Azdak – mit Hilfe des Kreidekreises über die Mutterschaft, wobei allerdings der tatsächlichen Kindesmutter das Sorgerecht zugesprochen wird (auch sie lässt das Kind mehrfach im entscheidenden Augenblick los).
Brecht, in seinem dialektischen Zweifel, kehrt die Idee der Sage jedoch ins Gegenteil und widerspricht damit Klabund, der die Zerreißprobe im Kreidekreis als Verherrlichung der Mutterschaft einsetzt. Brecht misstraut den arg strapazierten Gefühlswerten ebenso wie dem Vorrecht der Geburt und dem Mythos von der Sprache des Blutes.
Das Motiv der „Kreidekreisprobe“ hat Brecht mehrfach beschäftigt. In einer grotesken Zwischenszene taucht es bereits 1926 in Mann ist Mann auf. 1938 äußerte Brecht Pläne zu einem „fünischen Kreidekreis“, außerdem sind einige Fragmente zu einem „Odenseer Kreidekreis“ erhalten. 1940 schreibt er die Erzählung „Der Augsburger Kreidekreis“. Die Handlung verlegt er in seine Heimatstadt in die Zeit des Dreißigjährigen Krieges. Die Figuren ähneln, mit Ausnahme der des Richters, denen im Kaukasischen Kreidekreis.
Die Handlung ist ein Gleichnis. Diejenige soll das Kind bekommen, bei der es besser aufgehoben ist. Somit bekommt Grusche, die sich um das Kind gekümmert hat, das Kind, obwohl es nicht ihr eigenes ist. Bei der Rahmenhandlung kommt es ebenfalls dazu, dass die Obstbauern, die das Tal für den Anbau verwenden, es pflegen und sich darum kümmern wollen, es deshalb auch bekommen. Die Ziegenzüchter würden die fruchtbare Landschaft mit ihren Ziegen nur devastieren.
Betrachtet man Azdak, so kann man eine Kritik an der Obrigkeit erkennen. Dieser ist kein Richter, wie man ihn sich vorstellen würde. Er trinkt Alkohol und entscheidet nach seinem Gefühl, nicht nach Gesetzbüchern. Trotz dieser Eigenschaften ist er der gute Richter, der die richtigen Entscheidungen trifft. Dieses Vermischen der Eigenschaften ist ebenfalls typisch für Brecht. Heilig geglaubte Dinge wie etwa die Hochzeit werden als Mittel zum Zweck verwendet und als banale Dinge entlarvt.
Am Anfang eines Aktes kommt eine Übersicht über das Kommende. Damit wird die Spannung vernichtet und der Zuschauer konzentriert sich auf das für Brecht Wesentliche des Stückes. „Hört nun die Geschichte des Richters: Wie er Richter wurde, wie er Urteil sprach, was er für ein Richter ist. An jenem Ostersonntag des großen Aufstands, als der Großfürst gestürzt wurde und sein Gouverneur Abaschwili, Vater unsres Kindes, den Kopf einbüßte, fand der Dorfschreiber Azdak im Gehölz einen Flüchtling und versteckte ihn in seiner Hütte.“
Brecht zerstört den Leitfaden durch den häufigen Wechsel der Perspektive. Die Handlung selbst ist in zwei Einzelhandlungen zerlegt, die sich erst am Schluss zu einer zusammenfügen. Somit ist auch die Komponente der Zeit nicht mehr kontinuierlich. Des Weiteren verfremdet er die Geschichte durch mehrere Unterbrechungen in Form von gesungenen Liedern, die eine Art Zusammenfassung für die vorigen Absätze bilden. So bekommt der Zuschauer noch einmal einen Überblick und kann das Erzählte kritisch reflektieren. Verfremdend wirkt auch, dass Grusche in einer Szene eine Pantomime vorführt, während der Sänger die Handlung erzählt. Dies insofern, als es unüblich ist, dass eine Person nicht spricht und gleichzeitig die dazugehörige Handlung ausführt.
Am Schluss wendet sich der Sänger an das Publikum und erklärt die Situation. „Ihr aber, ihr Zuhörer der Geschichte vom Kreidekreis nehmt zur Kenntnis die Meinung der Alten: Dass da gehören soll, was da ist, denen, die für es gut sind also die Kinder den Mütterlichen, damit sie gedeihen die Wagen den guten Fahrern, damit gut gefahren wird und das Tal den Bewässerern, damit es Frucht bringt.“ Diese Zuwendung ist eine Verfremdung, wie sie bei Brecht oftmals auftritt. Der Sänger, der zugleich auch der Erzähler der Geschichte ist, tritt aus dem Geschehen heraus, um das Publikum aufzuklären.
Im Gegensatz zur sich eng an das chinesische Vorbild haltenden Bearbeitung Klabunds verwendet Brecht die Kreidekreisprobe nur als Spielmoment im Rahmen eines Stückes zur Vermittlung einer Lehre im marxistischen Sinn, wonach für das Muttertum ausschließlich soziale Gesichtspunkte ausschlaggebend sind. Für die Rahmenhandlung wurde Brecht heftig kritisiert: In ihr werde der stalinistische Terror gerechtfertigt und verschleiert. Die Mitteilung, Ziegenzüchter (also nichtrussische Nomaden) seien auf Befehl der Regierung im Zusammenhang mit dem Vorrücken der deutschen Armee nach Osten geschickt worden, verharmlose die mörderische Deportation der Krimtataren während des Zweiten Weltkriegs, denen bis heute die Rückkehr auf die Krim verwehrt werde.

## Entstehungsgeschichte
Nach Aussage der Schauspielerin Luise Rainer hat Brecht seinen Kreidekreis für sie geschrieben. In einem 2009 geführten Interview sagte sie:
„[Brecht] kam in die USA und fragte, ob ich nicht eine Idee für ein Stück für mich hätte. Ich sagte: ‚Jede Schauspielerin träumt davon, die Johanna von Orléans zu spielen. Die Heilige Johanna der Schlachthöfe haben Sie ja schon geschrieben. Doch es gibt ein Stück, das mich tief beeindruckt hat: Klabunds Kreidekreis.‘ Er riss die Arme hoch und sagte: ‚Ich habe Klabund diese Geschichte damals gegeben. Aber ich werde jetzt meine Version schreiben.‘ Er kam mit dem Skript zurück und wollte, dass ich die Hauptrolle spiele. Ich habe abgelehnt.“

## Verfilmungen
Brechts Stück wurde in einer Fernsehproduktion unter der Regie von Franz Peter Wirth im Jahre 1958 in einer werk- und texttreuen Inszenierung ebenfalls unter dem Titel Der Kaukasische Kreidekreis verfilmt. Das ergänzende Drehbuch schrieb Hans Gottschalk. Die Hauptrollen spielten: Käthe Reichel (Grusche Vachnadze), Hanns Ernst Jäger (Azdak), Rolf Boysen (Simon Chachava), Paul Edwin Roth (Der Sänger), Eva Maria Meineke (Natella Abaschwili), Ernst Mitulski (Arsen Kazbeki).
Im Jahr 1973 drehte Lothar Bellag eine Verfilmung gleichen Namens mit Jutta Wachowiak als Grusche, Ekkehard Schall als Azdak, Manfred Karge als Simon Chachava, Inge Keller als Natella Abaschwili und Carl-Hermann Risse als Arsen Kazbeki.
1983 wurde die Inszenierung des Berliner Ensembles für das DDR-Fernsehen aufgezeichnet. Die Hauptrollen in Der kaukasische Kreidekreis spielten: Franziska Troegner (Grusche Vachnadze), Ekkehard Schall (Azdak), Hans-Peter Reinecke (Simon Chachava), Peter Tepper (Sänger), Christine Gloger (Natella Abaschwili), Heinz-Dieter Knaup (Arsen Kazbeki).

## Rezeption
1964 wurde das Stück am Wiener Volkstheater unter der Regie von Gustav Manker aufgeführt, nachdem im Jahr davor an diesem Theater mit Brechts Mutter Courage und ihre Kinder der Wiener Brecht-Boykott gebrochen wurde. Hilde Sochor spielte die Grusche, Fritz Muliar den Dorfrichter Azdak und Kurt Sowinetz den Schauwa. Die Aufführung erntete „einmütigen, fast demonstrativen Applaus für Wiens tapferstes Theater“ (Ernst Lothar am 27. April 1964 im Express). Die Salzburger Nachrichten schrieben: „Wurde die Verbannung Brechts mit ‚Mutter Courage‘ erstmals unterbrochen, so scheint sie mit dem ‚Kreidekreis‘ nunmehr aufgehoben“ und Die Bühne nannte die Aufführung ein „Theaterereignis“. Der Wiener Montag jedoch sah in dem Stück „eine pure marxistische Lehrdemonstration“ und schrieb: „Nach dreistündigem ‚Vergnügen‘ verließ man das Theater eiskalt bis in die Fingerspitzen und angeekelt von derartigen politischen Kundgebungen auf der Bühne“.
Die kanadische Rockband Chalk Circle benannte sich nach dem Werk.

### Textausgaben
- Der kaukasische Kreidekreis. Text und Kommentar, Frankfurt am Main 2009, ISBN 978-3-518-18842-2 (Suhrkamp BasisBibliothek, 42).

### Sekundärliteratur
- Horst Grobe: Bertolt Brecht: Der kaukasische Kreidekreis. Königs Erläuterungen und Materialien (Bd. 277). Hollfeld: Bange Verlag 2004. ISBN 978-3-8044-1781-6.
- Franz-Josef Payrhuber: Lektüreschlüssel zu: Bertolt Brecht „Der kaukasische Kreidekreis“. Stuttgart. Reclam 2005. ISBN 978-3-15-015351-2.
- Michael Duchart: Erläuterungen und Dokumente zu: Bertolt Brecht „Der kaukasische Kreidekreis“. Stuttgart. Reclam 1998. ISBN 978-3-15-016007-7.
- Kyung-Kyu Lee: Eine vergleichende Studie: Lessings „Nathan der Weise“ und Brechts „Der kaukasische Kreidekreis“, In: Sprach- und Literaturwissenschaften, Band 23, Utz, München 2007, ISBN 978-3-8316-0728-0 (Zugleich Dissertation an der Universität München 2007).
- Karl-Heinz Hahnengress: Lektürehilfen Bert Brecht, „Der kaukasische Kreidekreis“. Eine Einführung in das epische Theater. In: Klett-Lektürehilfen. 3. Auflage. Klett, Stuttgart / Dresden 1995, ISBN 3-12-922323-1.